# Antoni Jastrzembski
Antoni Piotr Jastrzembski (ur. 13 kwietnia 1952 w Katowicach) – polski urzędnik państwowy, w latach 2007–2015 wicewojewoda opolski.

## Życiorys
Ukończył studia na Akademii Rolniczej w Krakowie. Pracę zawodową podjął w 1972 w kółkach rolniczych. Później zatrudniony w jednostkach administracji rolnej. W 1997 został dyrektorem Wydziału Rolnictwa w Urzędzie Wojewódzkim, w 2000 objął stanowisko dyrektora Departamentu Rolnictwa i Rozwoju Wsi w Urzędzie Marszałkowskim. 27 grudnia 2007 premier Donald Tusk powierzył mu funkcję wicewojewody opolskiego. Odwołany został w grudniu 2015.
Działacz Polskiego Stronnictwa Ludowego, kandydował z jego list m.in. w wyborach parlamentarnych.